# 焼入れ

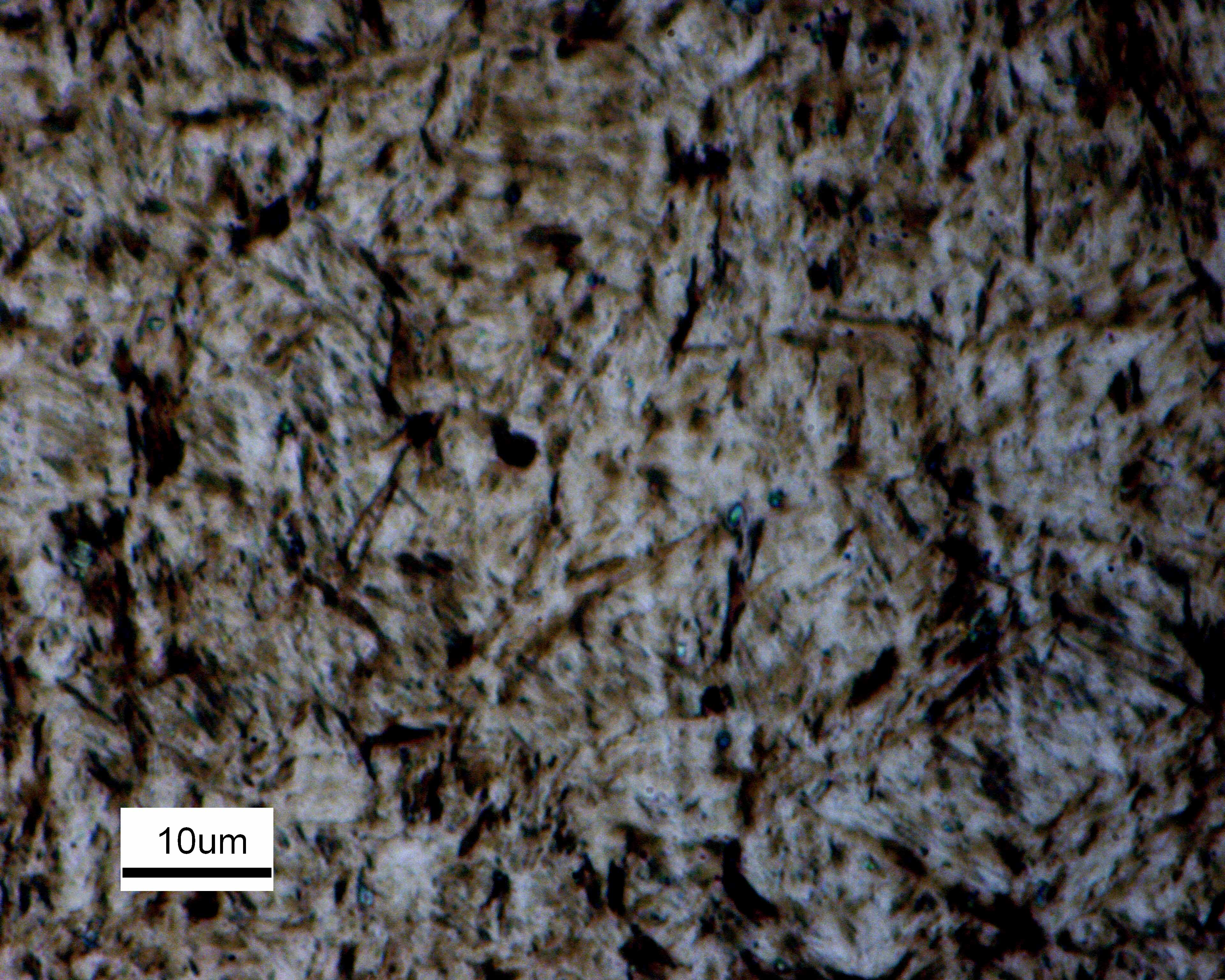
AISI4140鋼（炭素含有量0.380 - 0.430%）の油焼入れによるマルテンサイト組織の拡大写真

焼入れ（やきいれ、英語: quenching）は、金属を所定の高温状態から急冷させる熱処理である。焼き入れとも表記する。
広義では金属全般を所定の高温状態から急冷させる操作を行う処理、狭義では鉄鋼材料（特に鋼）を金属組織がオーステナイト組織になるまで加熱したのちに、急冷してマルテンサイト組織を得る熱処理、それぞれを指す。本記事はおもに、狭義の鋼の焼入れについて説明する。
焼入れ処理することにより、鉄鋼材を硬くして、耐摩耗性や引張強さ、疲労強度などの強度を向上させることができる。焼入れ性がよい材料ほど、材料内部深くまで焼きを入れる（マルテンサイト化させる）ことができる。焼入れしたままでは硬いが脆くなるため、靭性を回復させて粘り強い材料にするために焼戻しを焼入れ後に行うのが一般的である。焼入れ処理にともなって割れやひずみなどの欠陥が起きる可能性があり、冷却方法などに工夫が行われる。

## 基本原理
物質は、組成、温度、圧力の条件により、液体や固体など相と称する物質の形態が変化する。組成、温度、圧力などを縦軸や横軸として変化させて、存在する相を示した図を状態図、平衡状態図、あるいは相図と称する。合金の場合は、圧力一定として温度変化と組成変化で状態図を示す場合が一般である。合金の場合は、固体として存在する間でも種々の相に変化するのが特徴である。このような相の変化を変態と称する。
ある1つの金属元素に別の1つの元素を加えたものを二元合金と称する。鉄と炭素から成る二元合金について、横軸に炭素の質量パーセント濃度、縦軸に温度を取り、相の変化を示した図を鉄-炭素系二元合金平衡状態図、あるいは鉄-炭素系平衡状態図など称する。ここで「平衡」は、非常にゆっくりと冷却または加熱したときの変化を表している。鉄-炭素系二元合金平衡状態図は純鉄と純炭素のみを原料とした合金に基づくが、一般的な鋼は、不純物あるいは性質改善のために添加する炭素以外の成分を含有し、これらの他の成分により状態図が多少変化する。合金鋼の場合に、横軸：炭素濃度、縦軸：温度の状態図で比較すると、合金元素の総量が5%以下の低合金鋼では鉄-炭素二元合金とほぼ同形だが、総量10%以上の高合金鋼になると大きく異なってくる。以下では簡単のために鉄-炭素系二元合金平衡状態図を用いて鋼の相変化を説明する。

鉄-炭素系二元合金平衡状態図
（鉄-セメンタイト系）
質量パーセント濃度2%まで

純鉄と称する炭素質量パーセント濃度が0.022%以下の領域を除いて、鉄-炭素系二元合金平衡状態図を見ていく（右図を参照）。室温では、鋼の相はフェライト相およびセメンタイトで構成される。詳しく見ると、炭素濃度0.77%未満ではフェライト+パーライトで、0.77%丁度ではパーライトのみで、0.77%超過ではパーライト+セメンタイトで構成される。この0.77%の点を共析点と称し、共析点未満の炭素濃度の鋼を亜共析鋼、共析点丁度を共析鋼、共析点超過を過共析鋼と称する。硬さに着目するとフェライトは軟らかく粘りのある組織で、パーライトも比較的柔らかい組織で、セメンタイトは非常に硬いが脆い組織である。
高温域を見ていくと、A1線と称する727℃の温度を超えた領域では、亜共析鋼はフェライト+オーステナイトに、共析鋼はオーステナイトのみに、過共析鋼はオーステナイト+セメンタイトになる。この温度では亜共析鋼にはまだフェライトが存在するが、さらに温度を上げてA3線と称する温度を超えると亜共析鋼もオーステナイトのみの相となる。オーステナイトもフェライトに似て軟らかく粘りのある組織であるが、炭素固溶領域が大きい特徴を持つ。
オーステナイトあるいはオーステナイト+セメンタイトの高温状態から、逆に冷却していくとする。ゆっくり平衡的に冷やしていくと上記で説明した順序を逆にたどって変態が起こるだけだが、冷却速度を上げて冷やすと、パーライトやフェライトに変態する時間が足りず、マルテンサイトと称する平衡状態図には示されない相が現れる。この変態をマルテンサイト変態と称する。マルテンサイト組織は、α鉄が過剰に炭素を強制固溶した組織で、非常に硬い性質を持つ。このように、急冷によるマルテンサイト変態を起こして鋼を硬くさせる操作が、一般的な鋼の焼入れである。
日本刀の焼入れなど、焼入れは古来から経験的な鍛冶職人の技術として存在していたが、1888年、ロシアの冶金学者ドミートリー・コンスタンチノヴィッチ・チェルノフ (Dmitry Chernov) により、焼入れが起こる具体的な加熱・冷却条件が発表され、これが鋼の焼入れ、及び熱処理の理論的な嚆矢とされる。

## 方法
焼入れは一般的に加工品の加熱、温度保持、冷却の順序で施し、冷却途中でマルテンサイト変態が発生する。通常は焼入れ後に焼戻しを行う。処理順に下記する。

### 加熱

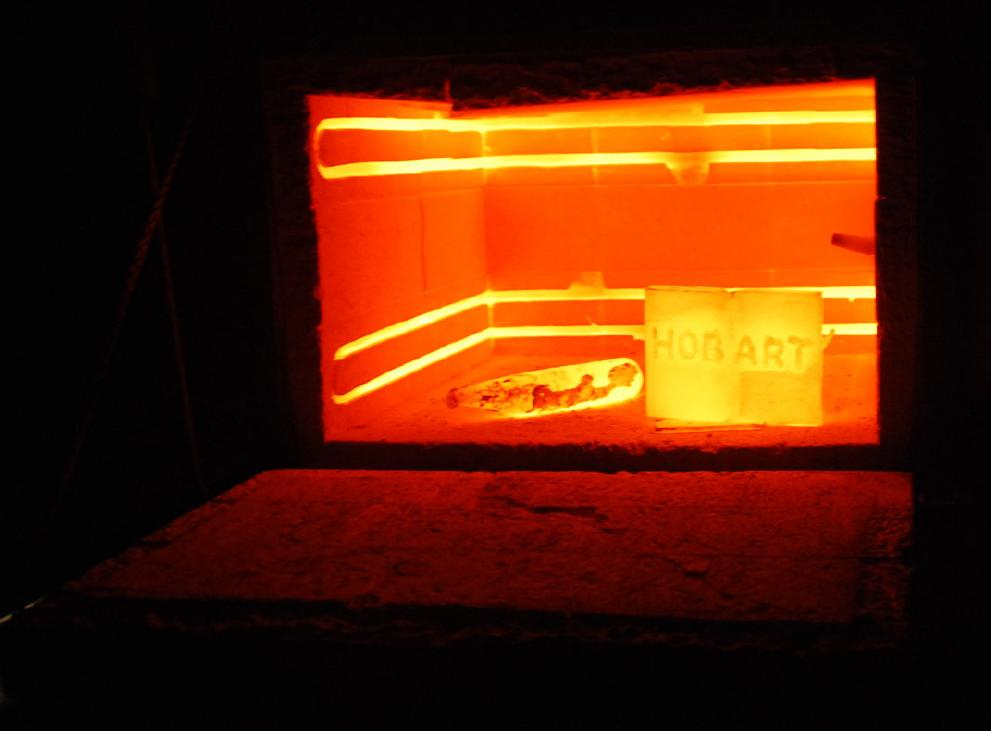
982℃まで加熱された炉中の様子

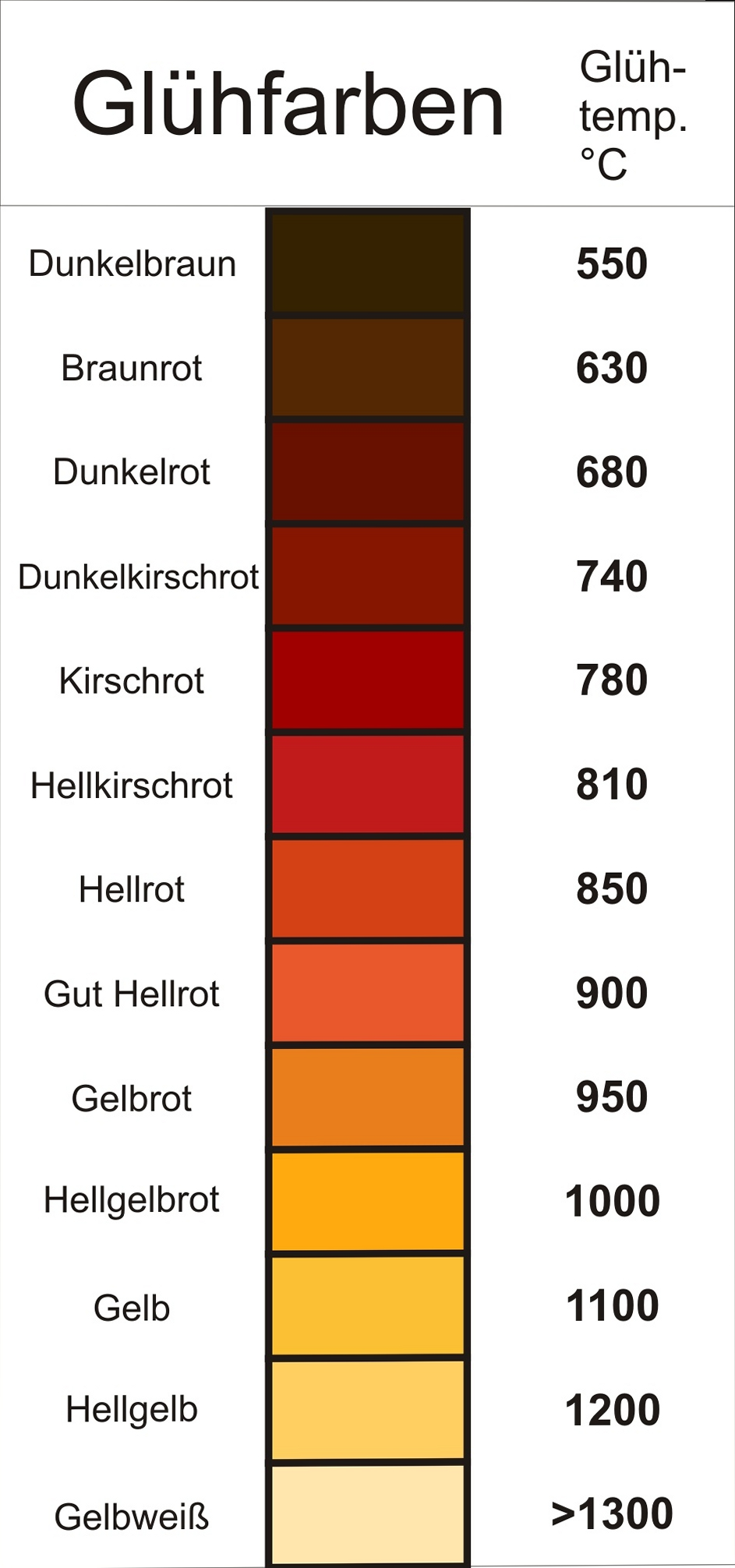
鋼の加熱温度と加熱色の目安

鋼の組織がオーステナイトになるまで加工物を炉などで加熱する。熱処理用の炉の種類には、熱源の種類別に、電気炉、重油炉、ガス炉、塩浴炉などがある。加熱前の前処理として、焼入れ不良の原因となるため、加工品に汚れや錆がある場合は洗浄やショットブラストで取り除く。
加熱は一般に、亜共析鋼ではA3線から30 - 50℃高い温度まで昇温させ、共析鋼・過共析鋼ではA1線から30 - 50℃高い温度まで昇温させて、温度を保持する。A3線・A1線を超えるとオーステナイト化されるが、十分均一なオーステナイトを得る確実性を上げるためにこれよりも30 - 50℃高く設定する。このような焼入れのための最高加熱温度を焼入れ温度あるいはオーステナイト化温度と称する。上記の一般的な焼入れ温度は、焼なましの一種である完全焼なましとほぼ同じ加熱温度でもある。
亜共析鋼の場合、もし焼入れ温度がA3線より低い場合は、A3線以下ではフェライトが既に析出しているので、焼入れ後組織にもフェライトが含まれるようになり十分な硬度が得られない。このように何らかの原因でマルテンサイトのみの組織が得られなかった焼入れを不完全焼入れ、甘焼きと称する。100%マルテンサイト組織が得られた焼入れは完全焼入れと称する。100%のマルテンサイトを得ることは現実的に困難で、およそ90%程度で実用上は完全焼入れと見なされる。焼入れ温度が高過ぎると、結晶粒が粗大化して焼入れ後の機械的性質が劣化し、後述の焼割れや変形の原因にもなる。
過共析鋼の場合、A1線を超えて Acm線以上まで加熱すれば全ての組織がオーステナイト化されるが、この温度から焼入れしても焼割れや残留オーステナイトの増加などが発生して上手く焼入れできない。これは鉄中への炭素の固溶濃度が大きくなり過ぎることが原因で、このため焼入れ温度を A1線直上に設定するのが一般である。ただし、後述の通り高合金鋼使用の場合は、Acm線以上で焼入れ温度を設定する場合もある。

### 温度保持
焼入れ温度に保持してセメンタイトをオーステナイト中に固溶させる操作を、固溶化熱処理、オーステナイト化処理と称する。昇温速度にもよるが、加熱するとき加工品の表面に比べて内部・中心は遅れて昇温するので、表面温度が焼入れ温度に達した後に内部・中心温度は遅れて焼入れ温度に達する。そのため、加工品表面が焼入れ温度に達してから冷却するまでの時間を保持時間、加工品全体が焼入れ温度に達してから冷却するまでの時間を有効保持時間と分けて呼称する。必要な保持時間は、昇温速度、加工品の大きさ、化学成分や加熱前の組織状態によって変わる。
昇温速度の影響としては、A3線またはA1線を超えると昇温がゆっくりでもオーステナイト変態が進行するので、徐々に加熱した場合は保持時間は短くてもよく、急速に加熱した場合は長くする必要がある。
内部と中心部温度は遅れて昇温し、加工品の形状が大きくなるほど全体の温度が均一化するまでに時間を要する。表層温度が焼入れ温度に達してから中心部温度が0.25%以内で表層温度と均一になる時間の概算式として、加工品が丸棒形状・低炭素鋼とした場合の次式がある。
{\displaystyle t=d^{2}/200}
t は均一に要する時間 (h)、d は直径 (inch) である。高合金鋼の場合は熱伝導率が悪くなり、均一に要する時間は上式よりも長くなる。
材質の影響は、焼入れ前の組織の結晶粒が微細化されているほど、均質なオーステナイト化に要する時間が短く、保持時間も短くなる。組成の影響も大きく、高炭素クロム軸受鋼、高速度鋼、ダイス鋼などでは、同じ条件で比較して、機械構造用炭素鋼などよりも約20分程度保持時間が長くする必要がある。

### 冷却

CCT図（連続冷却変態曲線）（亜共析鋼の場合）
Ps：パーライト変態開始線
Pf：100%パーライト変態完了線
Ms：マルテンサイト変態開始線
Mf：マルテンサイト変態終了線
(2)の冷却曲線が上部臨界冷却速度、(3)の冷却曲線が下部臨界冷却速度

加工品の加熱・保持後に冷却を行う。焼入れに必要な冷却速度は大体160℃/秒以上とされる。冷却速度を下げていくと、マルテンサイト変態の前にパーライト変態、ベイナイト変態、フェライト変態が発生するようになり、冷却後の組織にマルテンサイト以外の組織が混入し始める。この他の組織が発生するようになる限界の冷却速度を上部臨界冷却速度、あるいは単に臨界冷却速度と称し、完全焼入れになる限界速度でもある。上部臨界冷却速度からさらに冷却速度を下げると、ほかの変態が多くなりマルテンサイト変態の比率が低下し、遂にはマルテンサイト変態が発生しなくなる。この限界の冷却速度を下部臨界冷却速度と称し、不完全焼入れになる下限速度となる。さらに冷却速度を遅くすると（亜共析鋼の場合は）焼ならしに、もっと遅くすると完全焼なましに該当するような熱処理操作となる。
このような冷却速度と変態の関係を、亜共析鋼を例にしてCCT図（連続冷却変態曲線）で見ると、上部臨界冷却速度でパーライト変態開始線に掛かり始める。上部臨界冷却速度と下部臨界冷却速度の間では、100%パーライト変態する前にパーライト変態領域を抜けて残りはマルテンサイト変態領域に入る。下部臨界冷却速度で100%パーライト変態線に掛かり出し、これ以上になると全てパーライト変態となる。

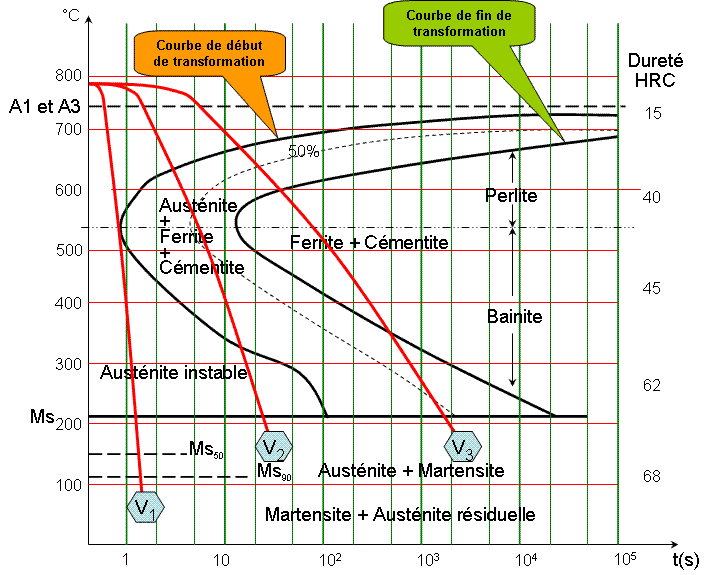
TTT図（恒温変態曲線）
V1の冷却曲線がパーライト変態を免れている

降温中の焼入れ温度から約550℃までの範囲を臨界区域と称する。これはTTT図（恒温変態曲線）で見ると、オーステナイトからパーライトあるいはベイナイトへの変態開始曲線の左に張り出した鼻のような部分がこの約550℃に相当する。この鼻の部分を通過するときに、パーライトあるいはベイナイトへの変態が起きやすい。急冷させて鼻の部分を避けるところまで降温させれば、変態開始曲線はC形であるためベイナイトへの変態開始点は長時間側へ逃げていき、冷却速度を落とせる余裕が生まれる。臨界区域を抜ける温度まで、可能な限り早く冷却することが完全焼入れを行うために重要となる。
一般的に理想的な冷却の仕方は、焼入れ温度から臨界区域を過ぎて後述のマルテンサイト変態開始温度（Ms点）手前まで出来るだけ早く均一に冷やし、Ms点以下の危険区域はゆっくり冷やすとされる。焼入れ温度からMs点までの急冷は、上記のようなマルテンサイト変態以外が発生する不完全焼入れを避けるためで、Ms点に到達した後は急冷の必要は無くなり、後述の焼割れや変形などの欠陥を避けるため冷却速度を遅くする。

#### 二段冷却・等温冷却
上記の理想的な冷やし方を実現するため、冷却剤と加工品の温度が平衡になるまで放置せず、降温途中のMs点前で、水冷などの急冷から空冷などのゆっくりとした冷却に切り替える方法が取られる。このような冷却を二段冷却など称し、焼入れを二段焼入れ、あるいは引上げ焼入れ、中断焼入れ、階段焼入れ、など称する。二段焼入れを、水や油などの冷却剤へ漬けた瞬間からの時間を数えて引き上げる方法で実現する方法を、時間焼入れと称する。時間焼入れの場合の目安としては、水焼入れは肉厚3mm当たり1秒、油焼入れは同肉厚当たり3秒で引き上げることが良いとされる。時間に拠らない場合の目安としては、加工品の振動や水鳴が止んだときに引き上げるのが良いとされる。冷却時間を誤ると、極端に短いときは全く焼きが入らない、短いときは表面は焼きが入るが中心部との温度差で中間部が変態膨張して後述の焼割れが起こる、長すぎると危険区域を通過して同じく焼割れが起こるなどの難しさがある。
二段焼入れに対して、Ms点を通過して常温まで冷却する方法を連続冷却と称し、焼入れを普通焼入れと称する。冷却の途中で一定時間等温に保ち、そののちに再び冷却する方法を等温冷却と称し、焼入れを等温焼入れ、恒温焼入れなどと称し、後述のマルテンパやオーステンパなどで利用される。

#### 加工品形状の影響

冷却中の加工品温度分布の概念図
中心部は温度が高く、表面部から温度が下がる

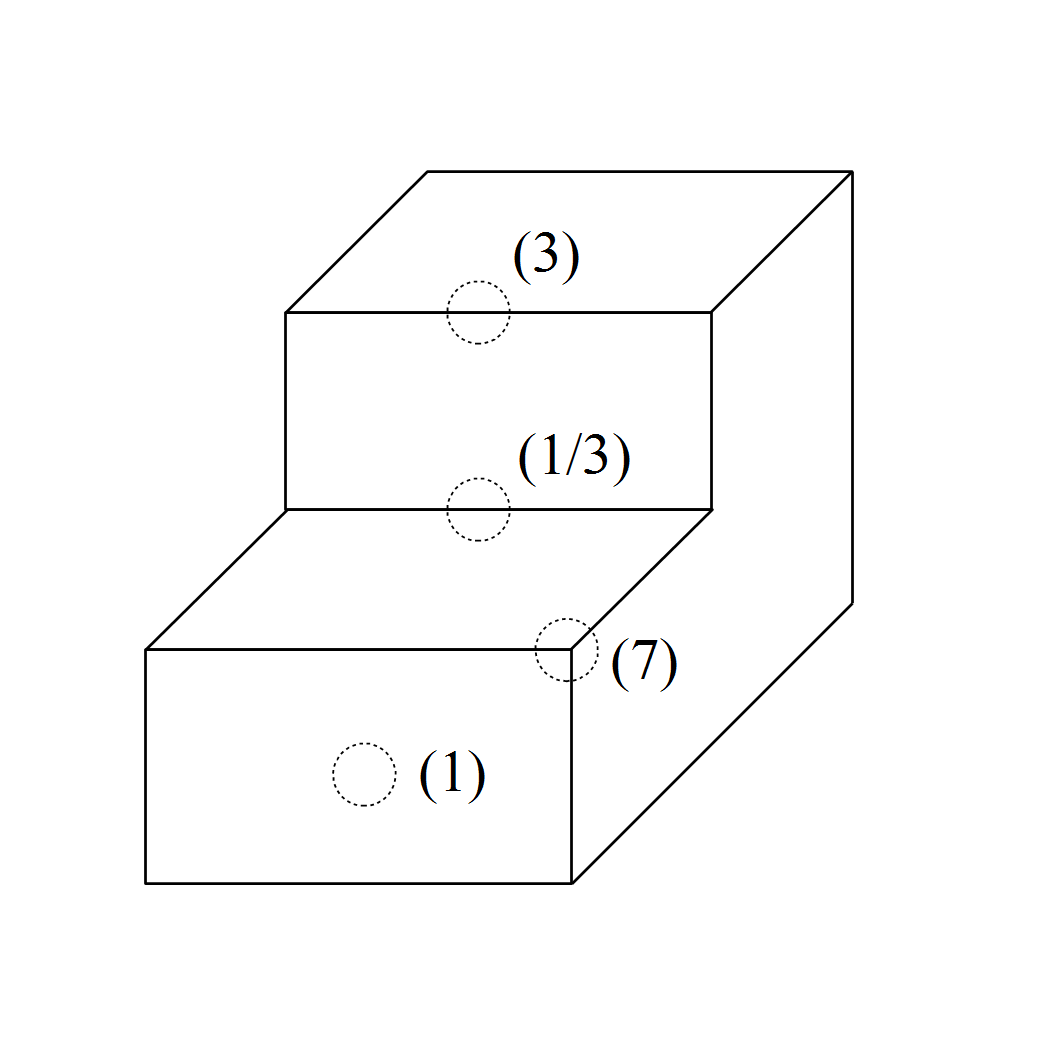
局所形状による冷却速度比の目安（隅角効果）
3面角：7
2面角：3
平面：1
凹面角：1/3

焼割れや変形を避けるためにも、加工品全体が均一に降温するように冷却するのが理想的である。そのためには冷却速度を落とすことが1つの方策だが、その他に降温を不均一にする要因としては加工品形状やサイズの影響が大きい。
一般に、表面が最も冷却が早く、内部深くなるに連れて冷却が遅くなる。そのため、表面は100%マルテンサイトが得られるような冷却であっても、中心部ではパーライトしか得られないような冷却速度まで低下してしまうことがある。このように、内部深くになるほど焼きが入りにくくなるので、加工品のサイズが大きくなるほど焼きが入らない領域が大きくなる。内部の冷却が遅くなることに起因して、内部だけでなく、表面側も冷却速度が低下して焼きが不十分となることもある。このような加工品の大きさ（＝質量）が大きくなるほど焼きが入りづらくなる現象を、質量効果と称する。焼入れ性が良い材料では深くまで焼きが入りやすいので質量効果を小さくできる。
大きさの他、加工品の形状（形）によって冷却速度は異なる。同じ条件で冷却しても、形状が球、丸棒、平材の違いによる冷却速度比は、大まかに以下のように異なる。
球：丸棒：平材＝ 4：3：2
これを形状効果など称する。
同じ加工品内でも局所的な形状の違いによって冷却速度が異なる。特に、凸部が冷却が早く、凹部が冷却が遅い。これを隅角効果など称する。それぞれの冷却速度比は大まかに以下のようになる。
3面角：2面角：平面：凹面角＝7：3：1：1/3

#### その他の影響
その他に、均一な冷却を実現するために、
- 冷却中は冷却材を適度に撹拌する[65]。
- 加工品の薄肉部に当て物をするなどして冷却する[66]。
- 酸化スケールなど異物の表面付着に留意して冷却する[66]。

などの方法や注意点がある。冷却剤の詳細は後述する。

### マルテンサイト変態
素早い冷却により、ある程度まで冷却が進むとマルテンサイト変態が開始する。冷却中のマルテンサイト変態開始温度をMs点、マルテンサイト変態終了温度をMf点と称する。Ms点とMf点の間では、時間によらず瞬間的にマルテンサイト変態が発生するが、冷却が進むことがマルテンサイト変態が進む条件となる。つまり、Ms点を通過しても冷却を一端停止させると変態の進行も停止する。
Ms点は鋼の化学成分とオーステナイト化温度によって決まる。化学成分量から、鋼のMs点を予測する実験式は数多く提案されている。以下に例を示す。
- Ms = 538 − 317 × C − 33 × Mn − 28 × Cr − 17 × Ni − 11 × Mo − 11 × W − 11 × Si [70]
- Ms = 550 − 350 × C − 40 × Mn − 20 × Cr − 17 × Ni − 10 × Mo − 5 × W − 10 × Cu − 35 × V + 15 × Co + 30 × Al [71]
- Ms = 521 − 353 × C − 24 × Mn − 18 × Cr − 17 × Ni − 26 × Mo − 22 × Si − 8 × Cu [69]

ここで各記号は、Ms はMs点温度 (℃) で、C, Mn, V, Cr, Ni, Cu, Mo, W, Co, Al, Si は各元素の質量パーセント濃度 (%) である。共析鋼の場合で、Ms点は約260℃程度となる。

炭素含有量とMs点、Mf点の関係の例

Ms点が高くなるとMf点も高くなり、低くなる場合も同様に低くなる傾向を持つ。炭素鋼の場合で、Ms点からMf点までは200 - 300℃程度の温度幅である。上式にも示されるように炭素濃度が上がるとMs点は低くなるので、高炭素鋼の場合はMf点は室温よりも低くなる。そのため、室温まで冷却が完了してもオーステナイトが変態しきれず、焼入れ後組織中に残留オーステナイトとして残ることになる。残留オーステナイトは放置しておくと、室温でも時間が経過するに連れて自然にマルテンサイト変態を起こす。このマルテンサイト変態による体積膨張で、最終製品の寸法変化が生じてしまう。これを避けるために、高炭素鋼を用いた製品、特に寸法の経年変化を嫌う精密部品では、焼入れ後直ちに0℃以下に冷却するサブゼロ処理を実施して、残留オーステナイトをマルテンサイト化させる。
Ms点以下になるとマルテンサイトが発生し始めるが、オーステナイトからマルテンサイトへ変態すると大きな体積膨張が起こる。Ms点以下になるとき、温度が不均一だと、上記の膨張発生と冷却による体積縮小の部分的ばらつきにより内部応力が発生して、内部応力が引張強さを超えると割れが発生する。そのためMs点以下の温度域を危険区域と称し、ゆっくり均一に冷やすことが良いとされる。このため、上記で説明した二段焼入れや等温焼入れなどの手法がある。

### 焼戻し
焼入れにより鋼の硬さを増大させることができるが、靭性が低下して非常に脆い状態となる。このため、粘り強さを得るために、焼入れ後には焼戻しを行うのが一般的である。焼入れと焼戻しの一連の熱処理をまとめて焼入焼戻しと称し、特に、約400℃以上の高温焼戻しでトルースタイトかソルバイト組織を得る焼入焼戻しは調質と称する。
焼戻しの種類にもよるが、焼戻しによりシャルピー衝撃値などの靱性や伸び・絞りなどの延性は回復するが、硬さや引張強さはある程度低下する。そのため、不完全焼入れにより焼入れ硬さが低いものも、完全焼入れにより焼入れ硬さが高いものも、焼戻し条件を調整すれば、焼戻し後の硬さ及び引張強さを同じにすることができる。焼戻し後に硬さが同一でも、降伏点、伸び、絞り、衝撃値、疲労限度の値は完全焼入れされたものが良好である。よって、完全焼入れを狙った上で、所定の硬さに焼戻しで調整することが理想とされる。

## 焼入れ後の材質

### 焼入れ硬さ
焼入れ後の最高硬さは、ほぼ炭素含有量によって決定され、他の合金元素の影響は少ない。概算式として、マルテンサイトの含有率に応じた硬さの計算式を示す。
- 90%マルテンサイト焼入れ硬さ

{\displaystyle HRC=30+50C}
- 50%マルテンサイト焼入れ硬さ

{\displaystyle HRC=20+50C}
- 微細パーライト焼入れ硬さ（0%マルテンサイト）

{\displaystyle HRC=10+50C}
ここで、HRC はロックウェル硬さ、C は炭素質量パーセント濃度 (%) である。ただし、炭素量がある程度以上になると硬さの上昇は飽和して変化しなくなり、上記の概算式は成立しなくなる。炭素量が約0.6%を超えると焼入れ硬さが大体一定となる。
最高硬さは炭素含有量によって決まるが、どれだけ加工品の内部深くまで硬くなるかは加工品材料の焼入れ性によって大きく影響され、炭素以外のモリブデンなどの合金元素の影響もある。

### 機械的性質
硬さ以外の機械的性質としては、引張強さ、降伏比（降伏点/引張強さの比）も焼入れにより向上する。しかし、硬いが非常に脆い性質になっており、後述の焼入れ応力により強度に悪影響を及ぼす残留応力も発生している。この残留応力は耐摩耗性にも悪影響し、焼入れし放しのものは硬さの割に摩耗に弱くなる。
低炭素構造用鋼による結果を例として、熱処理の種類による機械的性質の違いを以下に示す。
| 熱処理                   | 引張強さ(MPa) | 伸び(%) | シャルピー衝撃値(J/cm2) |
| ------------------------ | ------------- | ------- | ----------------------- |
| 圧延のまま               | 535           | 39.0    | 254                     |
| 850℃焼ならし             | 533           | 40.0    | 303                     |
| 900℃水焼入れ             | 1252          | 15.1    | 89                      |
| 900℃水焼入れ・300℃焼戻し | 1240          | 13.5    | 84                      |
| 900℃水焼入れ・500℃焼戻し | 813           | 21.3    | 215                     |
| 900℃水焼入れ・600℃焼戻し | 700           | 25.0    | 272                     |

### その他の性質
物理的性質としては、焼入れにより、電気抵抗は増加し、熱伝導率は低下する傾向にある。化学的性質としては、マルテンサイトは、焼戻し後組織のトルースタイトと比較すると腐食しにくい性質を持つ。

## 冷却剤
加熱保持後に冷却するために冷却剤が必要になる。焼入れに用いられる冷却剤として
- 水
- 油
- 水溶液
- 塩浴
- 加圧ガス
- 空気

などがある。慣習として使用する冷却剤の名前を冠して○○焼入れなど称する。水中で冷却する焼入れは水焼入れ、油中で冷却する焼入れは油焼入れ、冷却液に浸漬させて焼入れする方法をズブ焼入れ、冷却液を吹きつけて焼入れする方法をスプレー焼入れ、噴射焼入れ、霧状の冷却液中で処理する焼入れを噴霧焼入れ、など称する。
冷却剤の種類の他に、流体の場合は撹拌の程度が冷却の強さに大きく影響する。これは、加工品を水や油の冷却液につけると、すぐに加工品表面に蒸気膜が発生・覆い、冷却がゆるやかとなるためである。一般に、実際に冷却剤を使用する上で必要な管理項目は、温度、撹拌、異物混入防止、冷却剤の品質・寿命が挙げられる。
冷却剤の冷却の強さを表す指標を冷却能と称し、次式で示すH値が使用される。
{\displaystyle H={\frac {\alpha }{2\lambda }}}
α は加工品から冷却剤への熱伝達率、λ は熱伝導率である。H は (m-1) の単位を持つ。
| 撹拌           | 空気  | 油            | 水            | 食塩水      | 塩浴（204℃）  |
| -------------- | ----- | ------------- | ------------- | ----------- | ------------- |
| 静止           | 0.008 | 0.098 - 0.118 | 0.354 - 0.394 | 0.79        | 0.197 - 0.315 |
| わずかに撹拌   | -     | 0.118 - 0.138 | 0.394 - 0.433 | 0.79 - 0.87 | -             |
| ゆるやかに撹拌 | -     | 0.138 - 0.157 | 0.472 - 0.512 | -           | -             |
| 中程度の撹拌   | -     | 0.157 - 0.197 | 0.551 - 0.591 | -           | -             |
| 強い撹拌       | 0.020 | 0.197 - 0.315 | 0.630 - 0.787 | -           | -             |
| 強烈な撹拌     | -     | 0.315 - 0.433 | 1.58          | 1.97        | -             |
| ジョミニー試験 | -     | -             | 2.17          | -           | -             |

### 水
水による冷却は、冷却剤の中でも冷却速度が大きく、安価で、入手が容易な利点がある。Ms点を過ぎた危険区域温度でも急冷するため、焼割れや変形の不具合が発生する可能性が高い。
水温が30℃を超えると冷却能が大きく低下するので、30℃以下に保った使用が推奨される。冷た過ぎても冷却効果が悪くなるので、焼入れを開始するときの水温は、15℃程度が適当とされる。約60℃くらいでは油と同程度の冷却速度となるので、油焼入れの代わりに使用される場合もある。

### 油
油による冷却は、均一な冷却が可能で、危険区域もゆっくり冷却できるので焼割れや変形の危険が少ないという利点がある。冷却速度が水の約1/3遅く、臨界区域での冷却が遅い点、火災や環境汚染に注意する必要がある点などの欠点がある。焼入れ用に調整された油を焼入油と称し、鉱油が広く使用されている。
油の場合は、油温を上げると粘度が小さくなり、結果として冷却が早くなる。そのため油の冷却能は60 - 80℃で最も大きくなる。加工品によって冷却油自身も温度上昇することを考えて、焼入れを開始するときの油温は、50 - 70℃程度が適当とされる。さらに温度を上げて後述のマルテンパなどにも使用される。

### 水溶液
水溶性の物質を水に溶かして冷却剤として使用するもの。苛性ソーダ、炭酸ソーダ、食塩などは、蒸気幕が発生している時間を短縮できるので水の冷却能を高めることができる。
近年はポリマーを利用したポリマー焼入液が実用化され、ポリビニルアルコール、ポリエチレングリコール、ポリアクリル酸ナトリウム、ポリアルキレングリコールなどを利用したものがある。液濃度に応じて冷却能が変わり、高濃度で油寄り、低濃度で水寄りとなる。油のように危険区域の冷却速度を低下可能で、水のような火災の恐れが無い利点がある。

### 塩浴
塩浴、あるいはソルトバスは、塩類を浴に満たして加熱して液体化したもの。熱処理塩浴剤をソルトと総称する。150 - 500℃に加熱して使用する。後述のマルテンパ、オーステンパに使用される。150℃程度の塩浴は、50℃程度の油と同程度の冷却能となる。
塩類としては、塩化カリウム、食塩、硝酸ナトリウム、亜硝酸ナトリウムなどが使用される。均一な冷却ができ、焼むらや焼割れが少ないなど利点がある一方、塩浴のコストが掛るなどの欠点がある。

### 加圧ガス
水素ガスや窒素ガス、ヘリウムガスなどを加圧して吹きつけ、焼入れの冷却剤として利用する。 真空加熱炉と併用して、表面を酸化させない光輝焼入れに利用される。
0.1 - 0.6 MPa程度の加圧ガスで、焼入れ性の良い高合金鋼に対して行われるのが一般的である。0.5 - 4 MPaまで加圧して低合金鋼へ適用する例もある。日本国内は1 MPa以上は高圧ガス保安法で規制されるため採用が難しく、ガスを高速循環させて冷却速度を向上させる方法などが開発されている。ガス焼入れは、設備費用が嵩むことが欠点とされる。

### 空気
通常、空冷は焼ならしに使用される。冷却速度が遅いので普通は焼入れには使用しないが、冷間加工用工具鋼は、焼入れ性が大きいこともあり、変形を嫌う場合は空冷で焼入れする場合もある。

## 焼入れの種類
等温焼入れを利用したものや表面相のみ焼入れするものなど、特別な名称が与えられたような焼入れの種類を以下に説明する。

### マルクエンチ

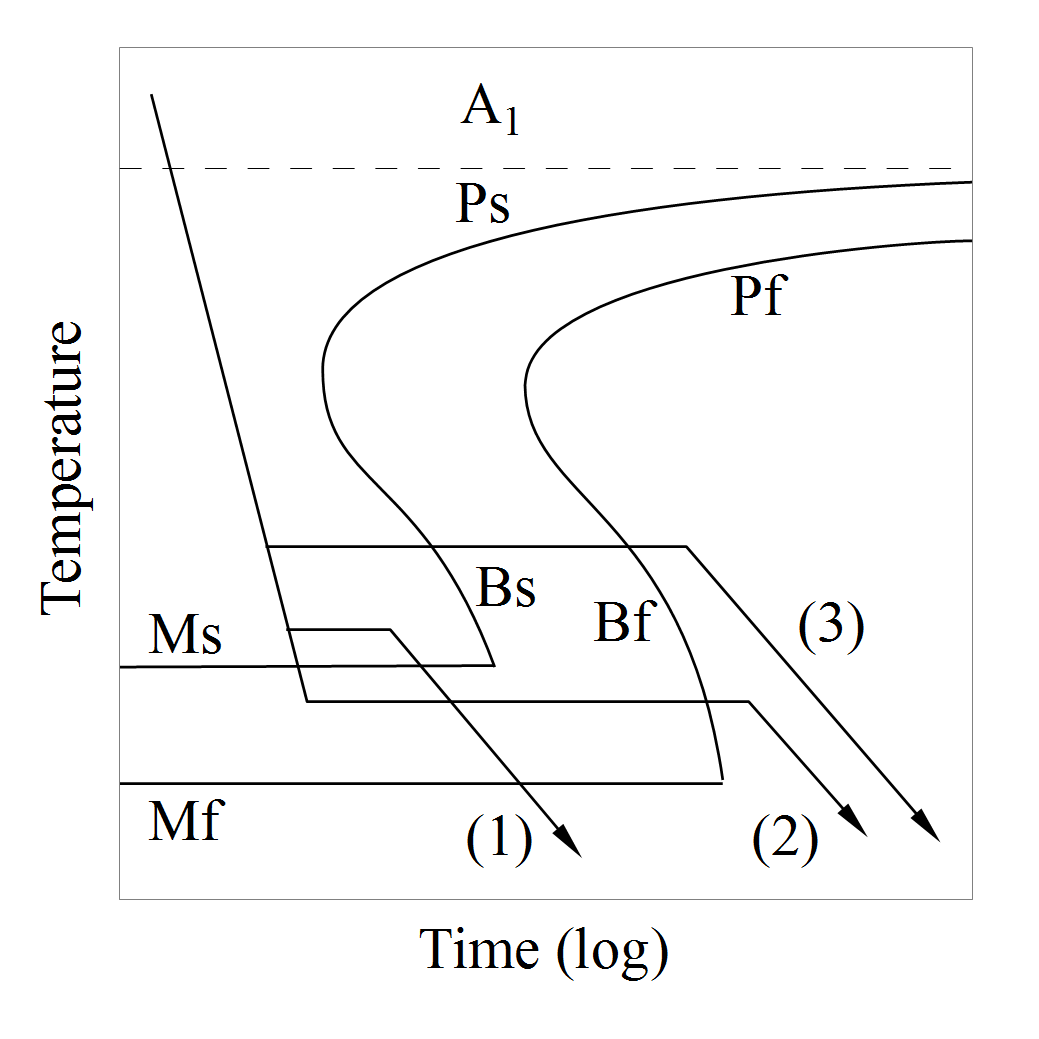
TTT図上に重ねた等温焼入れ
(1)：マルクエンチ
(2)：マルテンパ
(3)：オーステンパ
Ps：パーライト変態開始線
Pf：パーライト変態終了線
Bs：ベイナイト変態開始線
Bf：ベイナイト変態終了線
Ms：マルテンサイト変態開始線
Mf：マルテンサイト変態終了線

マルクエンチ (marquench) は、等温焼入れの一種で、焼入れ温度からの急冷途中にMs点直上の200 - 300℃の温度で停止させ、加工品全体の温度が均一になるまで一定時間温度保持し、再び空冷などのゆっくりとした冷却に切り替えて焼入れを完了させる方法である。Ms点以下の危険区域をゆっくり均一に冷却させることで焼割れ、ひずみを防止することを目的とする。マルクエンチ後は普通の焼入れ同様に焼戻しが必要とされる。
焼入れ温度からの最初の冷却剤としては、停止させたい温度に加熱してある塩浴や油浴を使用する。このような浴を熱浴と称する。途中の冷却停止時間が長すぎると等温変態が開始して、マルテンサイトが得られなくなる注意点がある。
後述のマルテンパと特に分けずに呼称する場合も多い。

### マルテンパ
マルテンパ (martemper) は、等温焼入れの一種で、焼入れ温度からの急冷途中にMs点・Mf点間の100 - 200℃の温度で停止させ、等温変態が完了するまでそのまま温度保持し、再び空冷などのゆっくりとした冷却に切り替えて焼入れを完了させる方法である。得られる組織は、焼戻しマルテンサイトと称する組織と後述の下部ベイナイトの混合組織で、硬くて靱性がある。マルクエンチ以上にひずみ、焼割れの危険性が小さくなる。
一方で、等温変態が完了するまでの時間がかかり過ぎるという欠点がある。オーダーとして時間 (h) 単位でかかる場合もある。そのため、マルクエンチの方が多用され、等温変態が完了する前に再冷却を開始する方法もある。マルクエンチと同じく熱浴を利用して行われるが、停止温度が低い分油浴が利用しやすい。
前述のマルクエンチと特に分けずに呼称する場合も多い。または、上記の等温変態が完了する前に再冷却を開始する方法をマルテンパと称する場合もある。

### オーステンパ

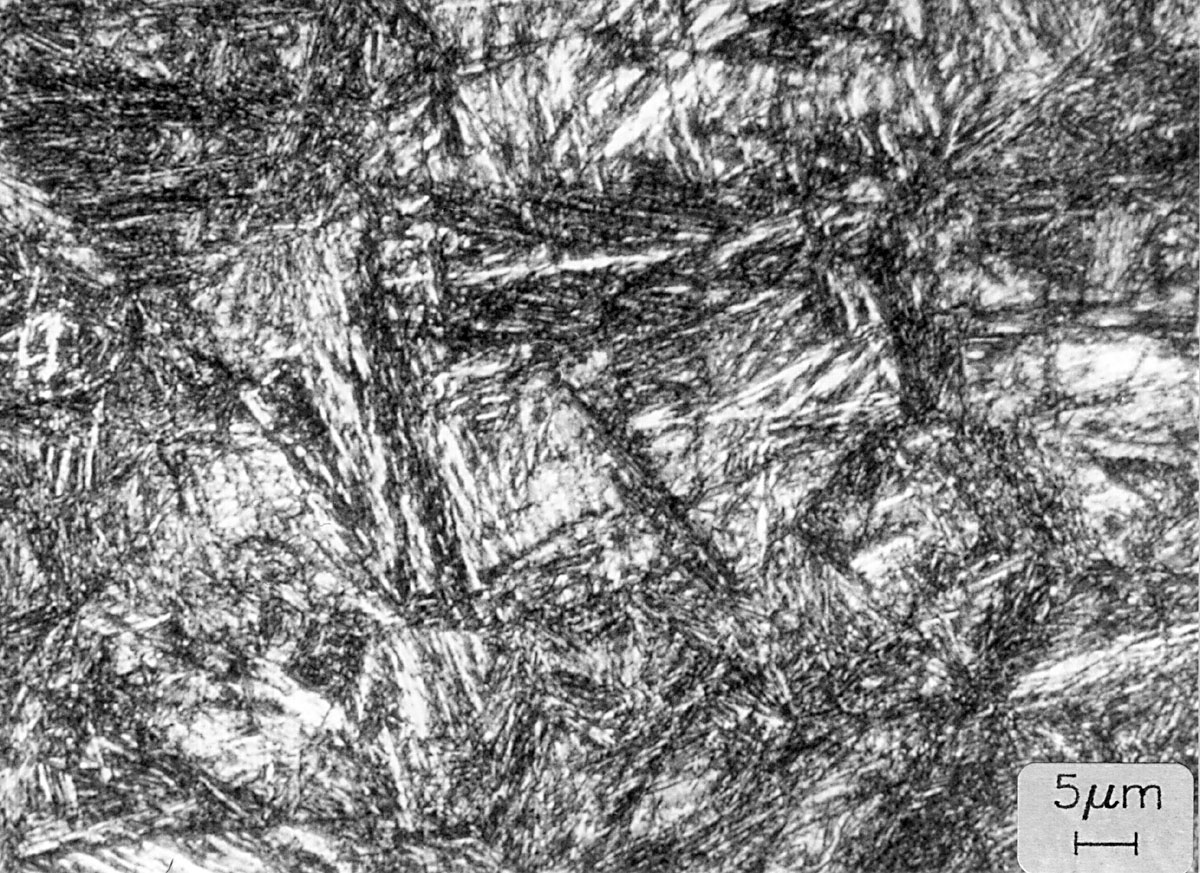
下部ベイナイト組織の拡大写真

オーステンパ (austemper) は、等温焼入れの一種で、焼入れ温度からの急冷途中に300 - 500℃の温度で停止させ、等温変態が完了したら、再び空冷などのゆっくりとした冷却に切り替えて焼入れを完了させる方法である。焼入れ後に得られる組織はベイナイトで、そのためベイナイト焼入れとも称する。
ベイナイトは硬さと靱性が高い組織で、オーステンパ後は焼戻しを必ずしも必要としない利点がある。高温域で変態が徐々に進行するので、マルクエンチ、マルテンパ以上に、ひずみ、焼割れの危険性は小さくなる。同じベイナイトでも、高めの温度で等温変態させることで靱性が高い上部ベイナイトとなり、低めの温度で硬めの下部ベイナイトとなる。境目の温度は約350℃である。硬さ調整のため、オーステンパ後も焼戻しすることはある。
加工品が大形品だと内部でパーライト変態が発生する場合があり、加工品の大きさに制限がある。一次冷却を行う熱浴には、塩浴の他に金属浴を使用する場合もある。

### オースフォーミング
オースフォーミング (ausforming) は、塑性加工と熱処理を組み合わせた加工熱処理 (thermo-mechanical treatment:TMT) の一種。焼入れ温度からの急冷途中に鋼の再結晶温度以下Ms点以上の温度で停止させ、準安定オーステナイト領域で圧延、鍛造、押出しなどの塑性加工を加えて、再冷却して焼入れを完了させる方法である。通常はオースフォーミング後に焼戻しも必要とされる。オースフォーミング後の機械的性質は、強度向上が大きく、靱性はほとんど低下しないという長所を持つ。

### 表面焼入れ
表面相だけを焼入れして内部は軟らかいままにしておく焼入れが表面焼入れで、使用する熱源別に、高周波焼入れ、炎焼入れ、レーザー焼入れ、電子ビーム焼入れなどがある。鋼表面の化学成分を変化させる方法を合わせたものとしては、浸炭焼入れ、浸炭窒化焼入れなどもある。
加工品全体ではなく表面の硬化を狙った熱処理を表面硬化処理 (surface hardening treatment) と称する。表面硬化処理は、鋼表面の化学成分を変化させる化学的表面硬化法と、化学成分を特に変化させずに行う物理的表面硬化法がある。浸炭焼入れ、浸炭窒化焼入れが化学的表面硬化法に相当し、表面焼入れは物理的表面硬化法に相当する。

## 焼入れ欠陥
焼入れ完了後に、加工品に割れや変形、硬さ不足などの不具合が発生する場合がある。割れ、変形の原因となる焼入応力と合わせて以下に説明する。

### 焼入応力
焼入応力は焼入れにより内部に生じる応力の総称で、残留応力の一種。不均一な冷却に起因する熱応力と、変態の体積変化に起因する変態応力に分けられる。後述の焼割れなどの原因となり、引張の残留応力が残る場合は強度にも悪影響を及ぼす。
鋼に限らず、物体は温度に従って熱膨張・熱収縮が発生する。この熱膨張・熱収縮が拘束される場合に物体内で生じる応力を熱応力と称する。焼入れ後は内部に引張の熱応力、表面側に圧縮の熱応力が発生する傾向がある。これは表面で冷却が先行することに起因し、以下の機序による。
1. 表面側が先行して冷却し、収縮しようとする。中心部はまだ高温なので、収縮しようとはしない。
2. この体積変化の差により内部応力が発生するが、このとき中心部は高温なので、応力緩和が発生して次第に応力は0になる。
3. さらに冷却が進み、表面側は冷却が完了した状態、内部は冷却を継続して収縮しようとする状態になる。
4. この体積変化の差により内部応力が発生する。内部は収縮しようとしているのに固まった表面側により拘束されるので、内部に対しては引張応力が、表面側に対しては圧縮応力が残留する。

マルテンサイト変態により体積変化が発生する。後述の体積変化率なども参照。このマルテンサイト変態が加工品の場所によって時間差を持って発生することに起因する応力を、変態応力と称する。熱応力ほど一概には言えないが、傾向として、焼入れ後には、内部に圧縮の変態応力、表面側に引張の変態応力が発生する。これも表面で冷却が先行することに起因し、以下の順序による。
1. 表面側が先行して冷却し、マルテンサイト変態が発生して膨張しようとする。中心部はまだ高温なので、マルテンサイト変態はまだ起こらない。
2. この体積変化の差により内部応力が発生するが、このとき中心部は高温なので、応力緩和が発生して次第に応力は0になる。
3. さらに冷却が進み、表面側は冷却が完了した状態、内部は冷却を継続してマルテンサイト変態が発生して膨張しようとする状態になる。
4. この体積変化の差により内部応力が発生する。内部は膨張しようとしているのに固まった表面側により拘束されるので、内部に対しては圧縮応力が、表面側に対しては引張応力が残留する。

実際の現象では、これら熱応力と変態応力が複雑にからみ合い、焼入応力が大きくなったり、小さくなったりする。焼入応力に影響を与える要因としては、冷却方法、加工品炭素量、加熱温度、加工品の大きさ、脱炭、偏析などがある。

### 割れ
マルテンサイト変態や冷却の不均一などを原因として、焼入れにより割れ（き裂）が発生する。焼入れにより発生する割れを分類すると、焼割れ、置割れ、研削割れの種類がある。加工品に割れが発生すると再生が利かずほとんどの場合使用不可になるので、致命的な焼入れ欠陥の一つである。

#### 焼割れ
焼割れとは焼入れの過程で発生する割れのことで、焼入応力を主原因とする。焼入応力が加工品の引張強さを超えると割れが発生する。
焼割れ発生を防止するためには、
- 冷却を全体で均一になるように、加工品の形状を工夫する。穴が開いている加工品は肉厚が均等になるように穴位置を決める、形状の隅角部はなだらかにする、などである[134]。
- Ms点からはゆっくり全体で均一になるよう冷却を行う。そのための方法として、上記の二段焼入れや等温焼入れが有効である[52]。
- 応力集中部となる、肌荒れや傷などの表面欠陥が無いようにする[135]。
- 加工品の材質と冷却剤の組み合わせを最適にする。焼入れ性が高い材料を採用して、ゆっくり冷却しても焼きが入るようにする[52]。
- 鍛造品などは十分な焼なましを事前に行う[136]。
- 焼入れ温度を上げ過ぎないようにする[136]。

などの対策が挙げられる。

#### 置割れ
焼入れ完了した加工品に常温放置中に生じる割れを置割れ、あるいは自然割れ、時効割れなどとも称する。特に、焼入れ後に焼戻ししないで加工品を放置すると発生しやすい。焼入れ後の組織には、マルテンサイトの他に残留オーステナイトも発生する。残留オーステナイトは常温でも時間経過によりマルテンサイトへ変化するので、その際の変態応力の発生で加工品の残留応力のバランスが崩れて割れに至る。これが置割れの原因である。
対策として、焼入れ後は間を置かずに焼戻しを実行して、材質を安定化させることが望ましい。必要に応じてサブゼロ処理も組み合わせる。

#### 研削割れ
焼入れ完了した加工品に研削加工する際に発生する割れを、研削割れ、あるいは研磨割れと称する。研削時の加熱が研削割れの原因で、約100℃まで加工品表面が昇温することにより発生する第1種研削割れと約300℃まで昇温することにより発生する第2種研削割れがあり、第1種研削割れは研削方向に直角に割れが走り、第2種研削割れは研削方向に直角と平行に割れが走る特徴がある。これは、再加熱で100℃付近でε炭化物が析出し、300℃付近でセメンタイトが析出するのが原因で、組織変化により体積変化が起こり、置割れと同じように加工品の残留応力のバランスが崩れて割れに至る。研削中ではなく、研削終了後に発生する傾向を持つ。
第1種研削割れには100 - 120℃焼戻しが、第2種研削割れには300℃焼戻しが有効とされる。焼戻しを行わない場合は、できるだけ残留オーステナイトを少なくして、かつ研削による昇温を小さくする。

### ひずみ
割れと同様にマルテンサイト変態や冷却の不均一などを原因として、焼入れ完了後に加工品の寸法変化や形状変化が発生する。このような寸法変化・形状変化を焼入変形、焼ひずみ、焼入れひずみなどと称する。形状を相似に保ったまま寸法が変化することを変寸、曲がり変形やねじり変形のような形状の変化を変形と分けて呼称する。特に、加工品が変形して反ることを焼曲りと称する。

#### 変寸
変寸の原因は、焼入れによる組織変化によるもので、マルテンサイト変態による膨張、残留オーステナイト変態による収縮の合算の結果による。変寸はマルテンサイトの発生量に影響されるが、焼入れがマルテンサイト変態を利用して加工品を硬化させる方法である以上、変寸を避けることはできない。炭素量が多くなるほど膨張量は大きくなる。例として、炭素鋼の焼入れ焼戻しによる、それぞれの組織変化に従って発生する体積変化率を以下に示す。
| 組織変化                                   | 体積変化率(%)       |
| ------------------------------------------ | ------------------- |
| フェライト + セメンタイト → マルテンサイト | 1.69 x C(%)         |
| フェライト + セメンタイト → オーステナイト | -4.64 + 2.21 x C(%) |
| オーステナイト → マルテンサイト            | 4.75 - 0.53 x C(%)  |
| オーステナイト → ベイナイト                | 4.75 - 1.47 x C(%)  |

#### 変形
曲がりなどの変形を起こす原因は、焼割れと同様、焼入れ応力が主原因である。時効変形、置狂いなどと呼ばれる、置割れと同じく残留オーステナイトを原因とした経年経過による変形もある。
変形を防止するための対策も焼割れ、置割れの場合とほぼ同じだが、ほかに
- 機械加工などで塑性変形して残留ひずみが発生している場合、これに焼入れひずみが加わり、変形が大きくなる[151]。このため焼入れ前に応力除去焼なましを行う[152]。
- 加熱炉内で加工品が自重によって変形しないよう、加工品の支え方を工夫する[151]。
- 組織の結晶粒が大きいと変形も大きくなる傾向がある[153]。そのため結晶粒が粗大化している鍛造品などは、焼入れ実施前に結晶粒を微細化する焼ならしを施すと焼入れ後の変形が低減する[153]。

などの対策が挙げられる。
変形が発生した場合は、プレスなどで荷重をかけるなどして変形矯正する方法があり、ひずみ取りと称する。特に、焼曲りを矯正することを、曲がり取り、曲がり直しなど称する。常温でプレスしても矯正できるが、使用中の温度上昇によって再び曲がりが発生したり、残留応力が発生して置狂いの原因になったりするので、ある程度加熱して温間矯正が望ましいとされる。あるいは、焼が入らない程度まで局所加熱を行い、変形と逆向きに熱ひずみを与えて矯正する方法もある。

### 焼むら・硬さ不足
焼入れ後の加工品で、部分的に柔らかく硬さが不均一な場合がある。このような不具合を焼むら、あるいは軟点と称する。部分的に焼きが十分入らなかったことが原因で、加熱不均一、冷却不均一、スケールの付着、脱炭層の存在などが部分的な不完全焼入れの原因である。
焼むらに対して全体的に所定の硬さが得られないことを、硬さ不足と称する。原因は焼むらとほぼ同じである。そのほかに、材質の焼入れ性が冷却方法に対して十分でなく焼きが入らないことが原因とされる。

## 適用

### 鋼種
炭素を含む鉄は、炭素含有量により、0.02%以下のものが鉄（純鉄）、0.02 - 2%のものが鋼、2%以上のものが鋳鉄と分類される。焼入れは、一部鋳鉄に対しても行われるが、主に鋼に対して行われる。鋼は、炭素を主として含む炭素鋼と、性質改善のため炭素以外の元素も特別に加えられた合金鋼に分けられる。
炭素鋼のうち、炭素含有量が0.25%以下を低炭素鋼、0.25 - 0.6%を中炭素鋼、0.6%以上を高炭素鋼など称する。焼入れの対象となるのは0.3%以上の中炭素鋼からで、低炭素鋼を焼入れする場合は浸炭焼入れの適用となる。
一般に炭素鋼は、炭素含有量0.6%以下のものを構造用鋼として、0.6%以上のものを工具鋼として使用される。日本では、構造用鋼は一般構造用と機械構造用に分けられ、日本工業規格 (JIS) の一般構造用圧延鋼材と機械構造用炭素鋼鋼材がそれぞれに対応する。一般構造用圧延鋼材は特に熱処理せずにそのまま使用されることを前提としており、機械構造用炭素鋼鋼材は焼入れを含めた熱処理をされることを前提としている。
工具用鋼は、炭素含有量0.6 -1.5%の炭素工具鋼、炭素工具鋼に合金元素を加えた合金工具鋼、タングステンなどさらに多くの合金元素を加えた高速度鋼の大きく3つに分類される。工具鋼の場合は、高い硬さを利用するために、焼戻しする場合も組織はマルテンサイトのままにして利用される。変形や割れなどを避けるため、組織の炭化物が球状化した状態で焼入れする必要がある。そのため焼入れ前には球状化焼なましが行われる。
合金鋼は、合金元素の総量が5%以下のものを低合金鋼、5 - 10%のものを中合金鋼、10%以上のものを高合金鋼と称する。用途別では構造用合金鋼、合金工具鋼、特殊用途用合金鋼に大別される。焼きを深くまで入れたいときなどに焼入れ性の良い合金鋼が使用される。
前述の通り、A3線あるいはA1線から30 - 50℃高い温度を焼入れ温度とするのが普通だが、高合金鋼使用の場合はさらに高く焼入れ温度を設定する。これは、クロムやモリブデン、タングステン、バナジウムといった合金元素を十分にオーステナイトに固溶させるためで、このような高合金化したオーステナイトの焼入れ焼戻しにより、耐熱性の高く硬い組織が得られる。高速度鋼などでは鋼の溶融温度に近いような1200 - 1300℃を焼入れ温度にする。
鋳鉄は、熱処理せずにそのまま使用するか、応力除去焼なましをして使用する場合が多い。球状黒鉛鋳鉄の FCD450 にオーステンパ処理したものは良好な機械的性質が得られる。オーステンパ処理した球状黒鉛鋳鉄は、オーステンパ球状黒鉛鋳鉄と称してJISに規定されている。普通焼入れや表面焼入れなども限定された用途だが適用される。鋼を鋳物とした鋳鋼では、内部応力の除去や組織の微細化などの前処理が必要だが、基本的には一般的な鋼材と同様に熱処理がされ、合金鋼鋳鋼などは調質して使用される。

### 製品例
耐摩耗性が要求される軸受や工具、強度と靱性の両立が要求される機械構造用部品や搬送用部品などに焼入れが適用される。実際の製品の例として、以下のような部品や製品で焼入れ処理が施されている。
- 自動車のエンジン、パワーステアリング、トランスミッションの部品
- オートバイのチェーンリング
- 農業機械の刈刃、
- スパナ、ドライバーなどの手工具
- エンドミル、ドリル、バイトなどの切削工具
- ねじ切りダイスや深絞り加工機のポンチなどの塑性加工工具

焼入焼戻しの年間加工金額は、2010年が約250億円2013年が約280億円（日本金属熱処理工業会統計）。

## 派生語
- 焼入れした刃（は）を「焼き刃（やきば）」と称し[177]、転じて「刃（やいば）」と称する[178]。
- 人に制裁を加える、日焼けする、などを「焼きを入れる」と俗称する事例も見られる[179]。

## 歴史
アジアでは中国の戦国時代中期から焼入れの技術が確認される。